# Astragalus reshadensis
Astragalus reshadensis är en ärtväxtart som beskrevs av Dieter Podlech. Astragalus reshadensis ingår i släktet vedlar, och familjen ärtväxter. Inga underarter finns listade i Catalogue of Life.